# SAVIEM SC5/SC6
La série Saviem SC5 / SC6 est un ensemble de véhicules de transport de personnes de ligne interurbaine et de tourisme et en milieu urbain, fabriqué et commercialisé par le constructeur français SAVIEM de 1961 à 1970. Ces véhicules font partie de la classe midi, avec une longueur inférieure à 9 mètres.
Les modèles SC5 destinés à un usage de ligne et tourisme et SC6 pour un usage urbain, sont équipés de moteur diesel Perkins développant 112 ch DIN.

## Historique
En 1955, la division autobus de la Régie Renault fusionne avec les petits constructeurs et carrossiers Latil et Somua. La division autobus abandonne la marque Renault au profit de SAVIEM LRS (Latil-Renault-Somua), qui reste filiale de la Régie Renault. S'ajouteront Chausson en 1959 et Floirat en 1961.
Très vite, le service commercial constate que la timide ouverture des frontières au sein du Marché Commun, né du Traité de Rome de 1957, faisait baisser régulièrement les taxes douanières pour atteindre zéro à partir de 1968 sur les produits provenant des 6 pays fondateurs. Les modèles SAVIEM ne trouvaient pas preneurs à l'étranger alors que les ventes d'autocars Mercedes-Benz, Fiat et VanHool commençaient à venir concurrencer sérieusement les marques françaises, Berliet, Heuliez et SAVIEM. La fiabilité mécanique n'était pas le problème majeur par rapport au manque de confort et l'esthétique obsolète des véhicules français à comparer aux lignes très modernes des modèles étrangers. Les passagers des autocars français étaient assis trop bas et n'avaient que peu de visibilité à l'extérieur, le moteur situé à l'avant du véhicule dégageait énormément de chaleur l'été et faisait un bruit assourdissant durant le voyage.
Pour répondre à la demande des villes moyennes qui ne pouvaient utiliser les modèles d'autobus et autocars de longueur standard, Saviem avec son allié de toujours, Chausson, crée un modèle de petite taille, inférieure à 9 mètres en deux versions : SC5, pour servir de transport urbain et SC6 pour les liaisons inter-cités et même tourisme.
Le SC6 a été présenté en 1961 et le SC5 l'année suivante.